# Манюв (Вроцлавський повіт)
Манюв (пол. Maniów, нім. Mohnau) — село в Польщі, у гміні Меткув Вроцлавського повіту Нижньосілезького воєводства.
Населення — 261 особа (2011).
У 1975-1998 роках село належало до Вроцлавського воєводства.

## Демографія
Демографічна структура станом на 31 березня 2011 року:
|          | Загалом | Допрацездатний вік | Працездатний вік | Постпрацездатний вік |
| -------- | ------- | ------------------ | ---------------- | -------------------- |
| Чоловіки | 128     | 17                 | 98               | 13                   |
| Жінки    | 133     | 29                 | 75               | 29                   |
| Разом    | 261     | 46                 | 173              | 42                   |